# Arnar Gunnlaugsson
Arnar Bergmann Gunnlaugsson (Akranes, 6 maart 1973) is een IJslands voetbalcoach en voormalig voetballer die als aanvaller speelde. Ook zijn tweelingbroer Bjarki en hun tien jaar jongere broertje Garðar waren voetballer.

## Clubcarrière
Arnar begon bij ÍA waar hij een veelscorende spits was. Na een stage werden Arnar en Bjarki in november 1992 door Feyenoord gecontracteerd. Aanvankelijk kreeg Feyenoord geen werkvergunning voor de tweelingbroers en pas na een beroep bij de Hoge Raad waren ze vanaf januari 1993 speelgerechtigd. Voor Feyenoord kwam Arnar maar sporadisch in actie; viermaal in het eerste halve seizoen en vijfmaal in het seizoen 1994/95. Zijn broer kwam nooit in actie voor het eerste team. In het seizoen 1995/96 werden beiden verhuurd aan het Duitse 1. FC Nürnberg. In de 2. Bundesliga kwamen beiden geregeld aan bod en Arnar werd clubtopscorer. De met financiële problemen kampende club nam de tweeling echter niet over. Bij Feyenoord was er voor beiden ook geen perspectief waardoor ze enkele maanden verhuurd werden aan hun oude club ÍA. In die periode scoorde Arnar 15 doelpunten in 7 wedstrijden. Per november 1995 ging de tweeling uit elkaar. Arnar ging naar het Franse FC Sochaux-Montbéliard terwijl Bjarki werd over gedaan aan het Duitse SV Waldhof Mannheim. In de Ligue 2 kwam hij in een kleine twee seizoenen tot 25 wedstrijden waarin hij vier doelpunten maakte. In juli 1997 speelde hij weer kort voor ÍA.
Arnar werd medio 1997 gecontracteerd door Bolton Wanderers dat in de Premier League speelde. Daar kwam hij aanvankelijk niet veel aan bod, maar na de degradatie had hij een sterk tweede seizoen met 13 doelpunten in 27 wedstrijden in de First Division. Hij viel echter uit de gratie bij trainer Colin Todd en werd voor zo'n 2 miljoen pond verkocht aan Leicester City dat uitkwam in de Premier League. In de competitie kwam Arnar bij Leicester nauwelijks aan bod. Wel had hij een rol in de gewonnen Football League Cup 1999/00. Hij werd tweemaal verhuurd aan Stoke City in de Second Division waarmee hij de Football League Trophy 1999/00 won. Medio 2002 liep zijn contract af en na een stage vond Arnar in het Schotse Dundee United uit de Scottish Premier League een nieuwe club. Dit werd echter geen succes en in 2003 keerde hij terug naar IJsland bij KR. In de IJslandse competitie wist hij weer veelvuldig te scoren. In 2008 ging hij weer samen spelen met zijn tweelingbroer bij ÍA. Arnar besloot zijn loopbaan eind 2011 bij Fram.

## Interlandloopbaan
Arnar doorliep alle IJslandse jeugdelftallen. Hij debuteerde in april 1993 voor het IJslands voetbalelftal in een vriendschappelijke wedstrijd tegen de Verenigde Staten. In april 2003 speelde hij zijn laatste interland in een vriendschappelijke wedstrijd tegen Finland. Arnar speelde 32 interlands waarin hij 3 doelpunten maakte.

## Trainersloopbaan
Bij ÍA begon Arnar ook zijn trainersloopbaan, in de jeugd en als assistent. Tweemaal fungeerde hij met zijn tweelingbroer ad-interim als hoofdcoach. Hij was assistent bij KR en Víkingur Reykjavík. Bij Víkingur werd hij in 2018 aangesteld als hoofdtrainer. Met de club won hij in 2019 de beker en werd hij in 2021 landskampioen. Ook in 2021, 2022 en 2023 won hij met de club de beker en in 2023 ook een tweede landstitel. Arnar werd in zowel 2021 als 2023 uitgeroepen tot IJslands coach van het jaar.
Op 15 januari 2025 werd Arnar  aangesteld als bondscoach van IJsland.

## Erelijst

### Als speler
ÍA
Úrvalsdeild: 1992, 1995
1. deild karla: 1991
 Feyenoord
Eredivisie: 1992/93
 Leicester City
Football League Cup 1999/00
 Stoke City
Football League Trophy 1999/00
 KR
IJslandse voetbalbeker: 2003
 FH
Úrvalsdeild: 2008
IJslandse voetbalbeker: 2007
Individueel
Topscorer Úrvalsdeild: 1992, 1995
Meest beloftevolle speler van de Úrvalsdeild: 1992

### Als trainer
Víkingur R.
Úrvalsdeild: 2021, 2023
IJslandse voetbalbeker: 2019, 2021, 2022, 2023
IJslandse Supercup: 2022, 2024
Úrvalsdeild coach van het jaar: 2021, 2023